# Belegenheitsgemeinde
Belegenheitsgemeinde ist ein Begriff aus der Rechtswissenschaft und beschreibt im Allgemeinen eine flächenmäßig beteiligte und für diesen Standort zuständige Gemeinde. Es wird zum Teil auch der Begriff Standortgemeinde verwendet.
Die Bewertung von bebauten Grundstücken richtet sich beispielsweise nach der Größe der Belegenheitsgemeinde. Ferner wird der Begriff im Gesetz über Steuerstatistiken (StStatG) gebraucht sowie bei der Schätzung des landwirtschaftlichen Kulturbodens.
In der Diözese Rottenburg-Stuttgart wird der Begriff Belegenheitsgemeinde auch auf Kirchengemeinden angewandt. Da Kirchengemeinden nichtdeutscher Muttersprache in der Diözese keine eigenständigen Körperschaften des öffentlichen Rechts sind, werden sie einer ansässigen Kirchengemeinde zugeordnet. Diese ansässige Kirchengemeinde ist die Belegenheitsgemeinde und nach staatlichem Recht Rechtsträgerin der muttersprachlichen Kirchengemeinde.